# ピアノ協奏曲第11番 (モーツァルト)
ピアノ協奏曲第11番 ヘ長調 K. 413 (387a) は、ヴォルフガング・アマデウス・モーツァルトが作曲したピアノ協奏曲。

## 概要
1782年の暮れ頃から翌1783年初頭にかけてウィーンで作曲されたと考えられている作品で、予約演奏会のために作曲された3つのピアノ協奏曲（本作、第12番、第13番）の一つである。1782年12月28日付の父レオポルトへの手紙の中でモーツァルトは、「（予約演奏会用の）協奏曲がもう2曲不足している」と記しており、この段階で既に第12番は完成していたため、不足している2曲の協奏曲のうちの一つが本作を指すもので、この直後に完成したと考えられている。初演は恐らく翌年の1月11日に行なわれた。
第2楽章にモーツァルト自身のカデンツァが残されている。

## 楽器編成
独奏ピアノ、オーボエ2、ファゴット2、ホルン2、弦五部。

## 曲の構成
全3楽章、演奏時間は約23分。弦楽四重奏のみの伴奏でも可能である。
- 第1楽章 アレグロ
ヘ長調、4分の3拍子、ソナタ形式。
お使いのブラウザーでは、音声再生がサポートされていません。音声ファイルをダウンロードをお試しください。
モーツァルトのピアノ協奏曲としては珍しく、第1楽章が3拍子で書かれており、他に第1楽章が3拍子で書かれているのは本作を含めてたったの4曲（第4番、第14番、第24番、そのうち第4番は他者の作品の編曲であるため、オリジナル作品では3曲）しかない。
- 第2楽章 ラルゲット
変ロ長調、4分の4拍子、二部形式。
お使いのブラウザーでは、音声再生がサポートされていません。音声ファイルをダウンロードをお試しください。
- 第3楽章 テンポ・ディ・メヌエット
ヘ長調、4分の3拍子、ロンド形式。
お使いのブラウザーでは、音声再生がサポートされていません。音声ファイルをダウンロードをお試しください。